# Кишинёвский, Иосиф
Ио́сиф Кишинёвский (рум. Iosif Chişinevschi — Кишиневский, настоящее имя Иосиф Яковлевич Ройтман; 1905, Бельцы, Бессарабская губерния — 1963, Бухарест) — румынский государственный и партийный деятель.

## Биография
Родился 10 декабря 1905 года (по старому стилю) в Бельцах в бедной семье, родители — Янкель и Лея Ройтман. Член нелегальной коммунистической партии Румынии с 1928 года. Партийный псевдоним Кишинёвский — девичья фамилия его жены Любы, как и он активистки коммунистического подполья. В 1930 году арестован за участие в подпольной организации и осуждён на 6 лет. Освобождён досрочно в 1932 году, вновь арестован в 1933 году и освобождён в 1936 году. Устроился на работу в типографию и продолжил участие в подпольном коммунистическом движении. В 1940 году избран в центральный комитет компартии Румынии и в том же году повторно арестован, осуждён на 25 лет каторжных работ. Отбывал срок вместе с Георге Георгиу-Дежем.
В 1944 году освобождён из тюрьмы вместе с другими политзаключёнными в результате падения режима Антонеску. С 1945 года — член редколлегии газеты «Scînteia» (Скынтея — Искра) — органа коммунистической партии Румынии.
Член Политбюро ЦК РКП в 1948—1957 годах, председатель отдела пропаганды и культуры в 1948—1952 годах. Придерживался просоветской и сталинистской линии. В 1950—1954 годах — заместитель председателя совета министров, в 1954—1955 годах — первый заместитель. После XX съезда коммунистической партии СССР Кишинёвский занял оппозиционную позицию по отношению к Георге Георгиу-Дежу и 3 июля 1957 года на пленуме центрального комитета компартии Румынии вместе с Мироном Константинеску был выведен из состава политбюро. Позднее так называемые «группа Паукер—Луки—Джорджеску» и «фракция Кишинёвского—Константинеску» были обвинены в поддержке сталинистского режима в Румынии.
Последние годы жизни работал директором бухарестского «Дома Искры» (Casa Scînteii), где издавалась официальная партийная газета.